# Бомбоубежище завода им. Мантулина (Музей подземной Москвы)
Бомбоубежище завода им. Мантулина (Музей подземной Москвы) — бывшее защитное сооружение гражданской обороны, построенное в 1972 году для укрытия работников Краснопресненского сахарорафинадного завода имени Ф. М. Мантулина. Располагается недалеко от станции метро Выставочная, около жилого комплекса Сити Парк. В настоящее время в бывшем убежище работает музей подземной Москвы..

## История объекта

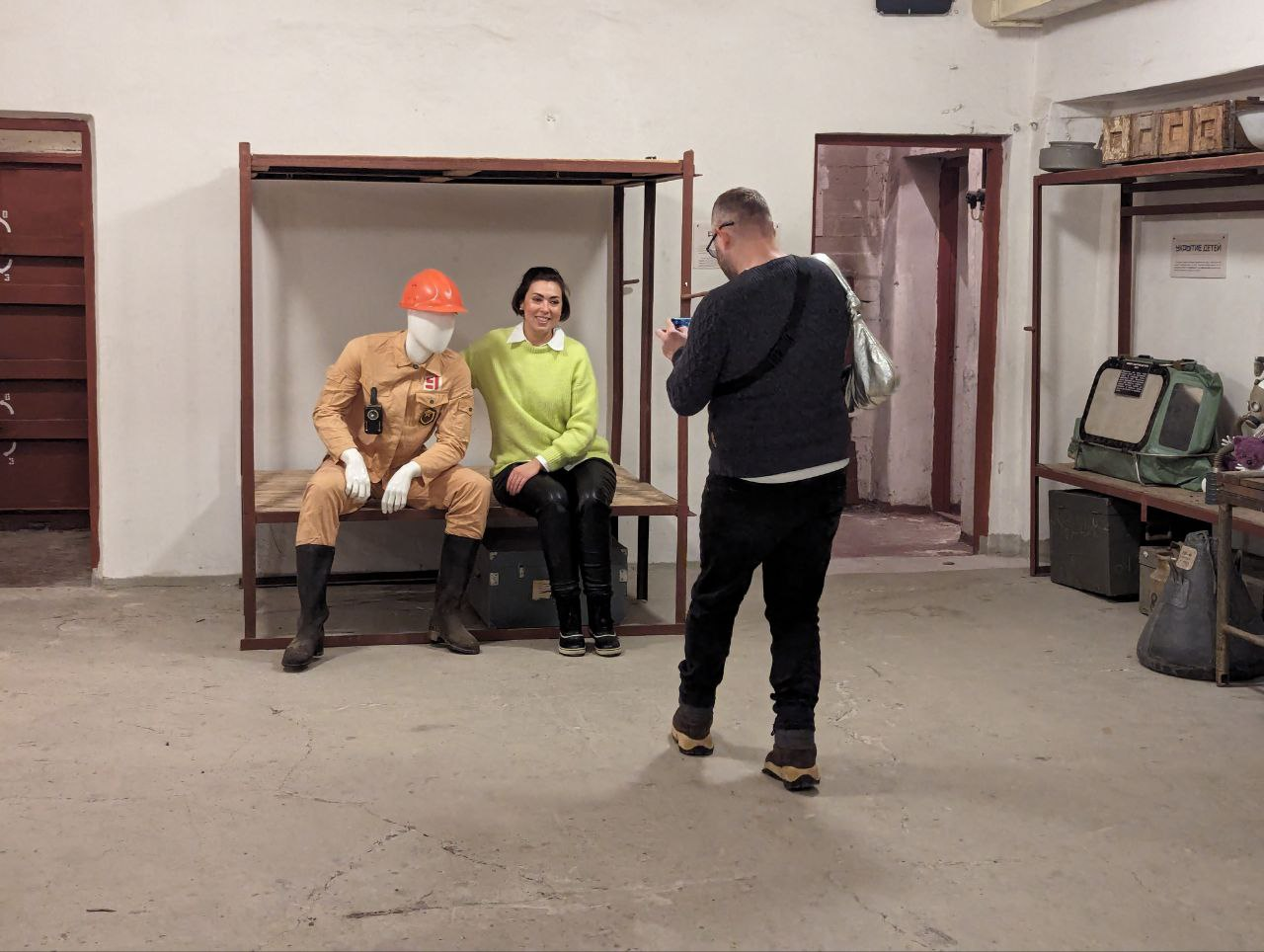
Нары для укрываемых в бомбоубежище

Бывшее убежище гражданской обороны при заводе им. Мантулина было построено в 1972 году. Стратегически важное пищевое производство должно было работать даже в военное время, поэтому заводу требовалось убежище на полную рабочую смену, которая составляла до 600 человек. Однако по неизвестным причинам было решено скомпоновать защитное сооружение из двух типовых убежищ вместимостью 300 человек, соединенных переходом. В результате получился необычный подземный комплекс, в котором были продублированы входы, вентиляционные киоски и системы военного времени.
В 2015 году убежище было лишено официального статуса защитного сооружения и выведено из эксплуатации в связи с ликвидацией завода и непригодностью самого убежища.
Затем объект использовался разными арендаторами как обычное подвальное помещение.
По состоянию на 2023 год убежище находилось в заброшенном состоянии, без света и воды, с горами мусора, изрисованными стенами, и испорченным спецоборудованием.
Восстановлением и музеефикацией убежища занималось АНО «ЦИСФПС». Основные работы велись на личные средства сотрудников при активном участии волонтёров, и были завершены к началу 2024 года.
В большей части помещений убежища был возвращён аутентичный советский вид, а в оставшихся помещениях расположились запасники музея, научно-популярный лекторий и выставочные залы. Началась реставрация специального оборудования и размещение тематических экспонатов.
Музей открылся 31 января 2021 года. В настоящий момент это единственное в столичном регионе музеефицированное убежище гражданской обороны. Общее количество экспонатов в музее достигает 1000 единиц, и ещё до 7000 экспонатов хранятся в запасниках.

## Экспозиции музея

### Подземная Москва
Первая экспозиция музея посвящена устройству подземных объектов города Москвы: коллекторам, старинным подвалам, метрополитену, убежищам для населения и правительственным «секретным» спецобъектам, каменоломням и другим заглублённым сооружениям.
Демонстрируется работа специальных измерительных и проверочных приборов, находки из подземных сооружений, форма работников подземных служб, макеты подземных сооружений в натуральную величину, а также уникальные фотографии скрытых от горожан мест..

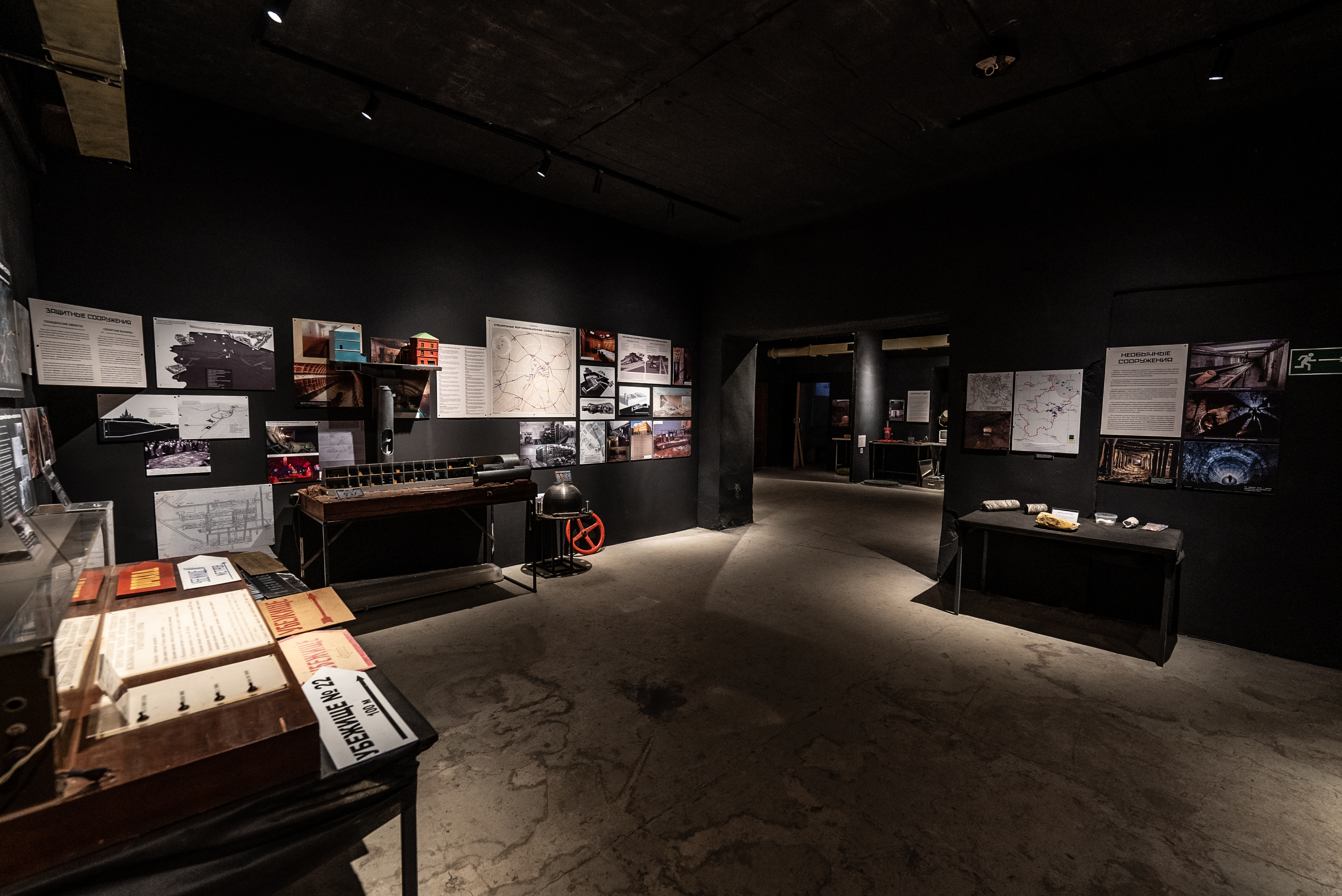
Главный экспозиционный зал
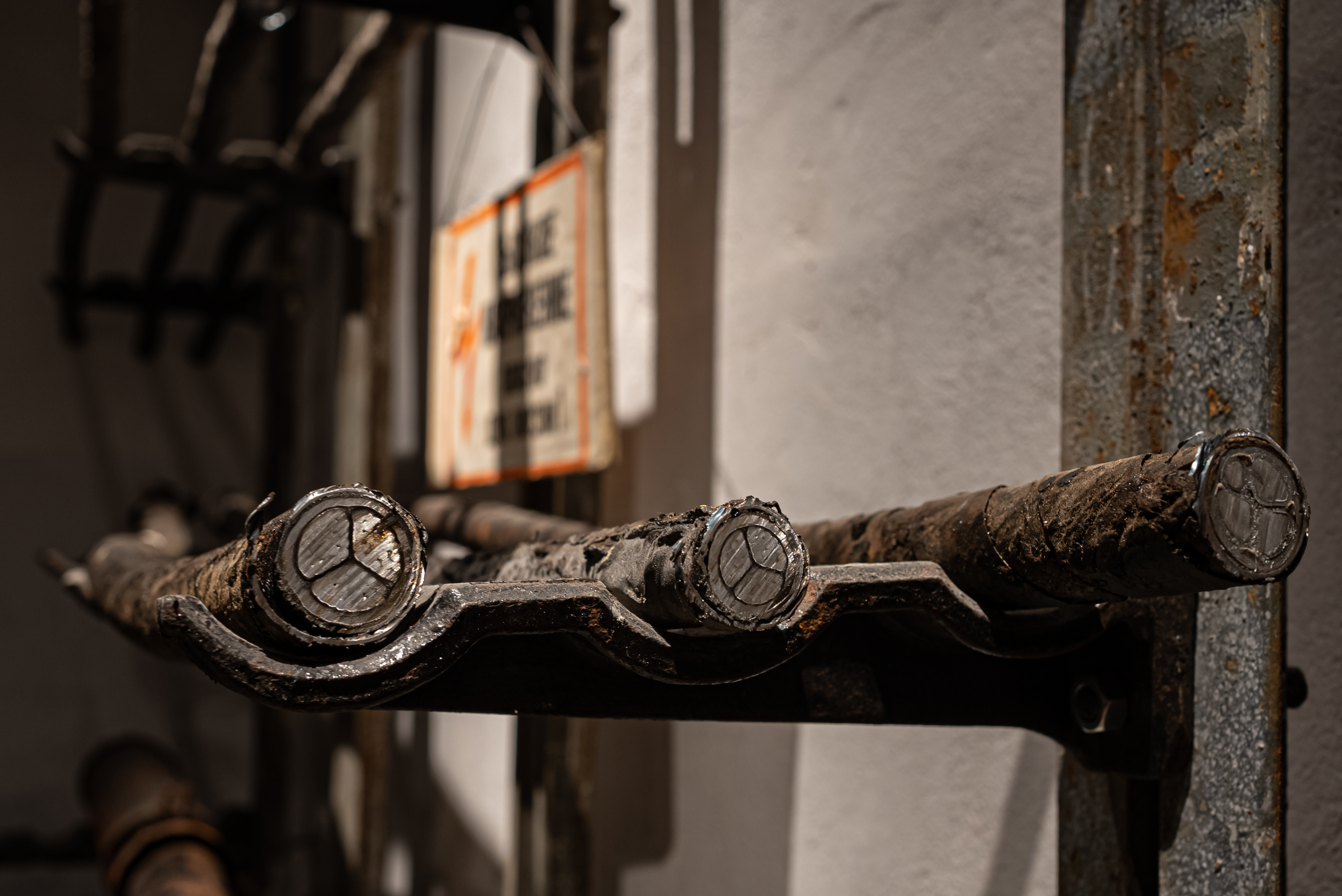
Макет подземного кабельного коллектора

### Гражданское убежище
Основа второй экспозиции — сохранившиеся помещения убежища № 0173-77 с обликом настоящего гражданского бомбоубежища. Экспонаты — типовое имущество гражданской обороны эпохи холодной войны: сирены оповещения, дозиметры для измерения радиации, костюмы химической и биологической защиты, полевые лаборатории, станции для засечки ядерного взрыва и.т.д. Также демонстрируется работа оборудования жизнеобеспечения объекта..

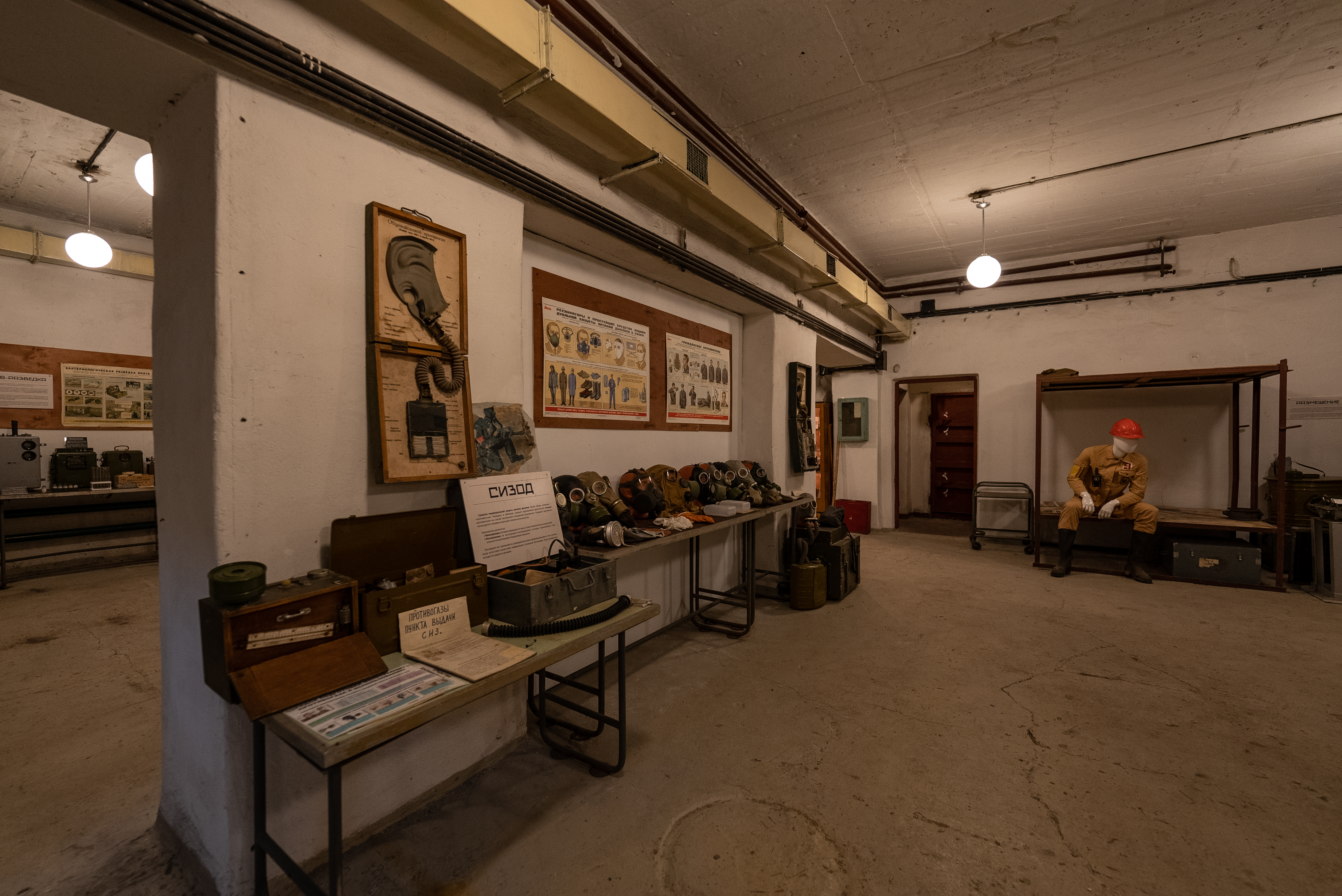
Экспозиция по гражданской обороне
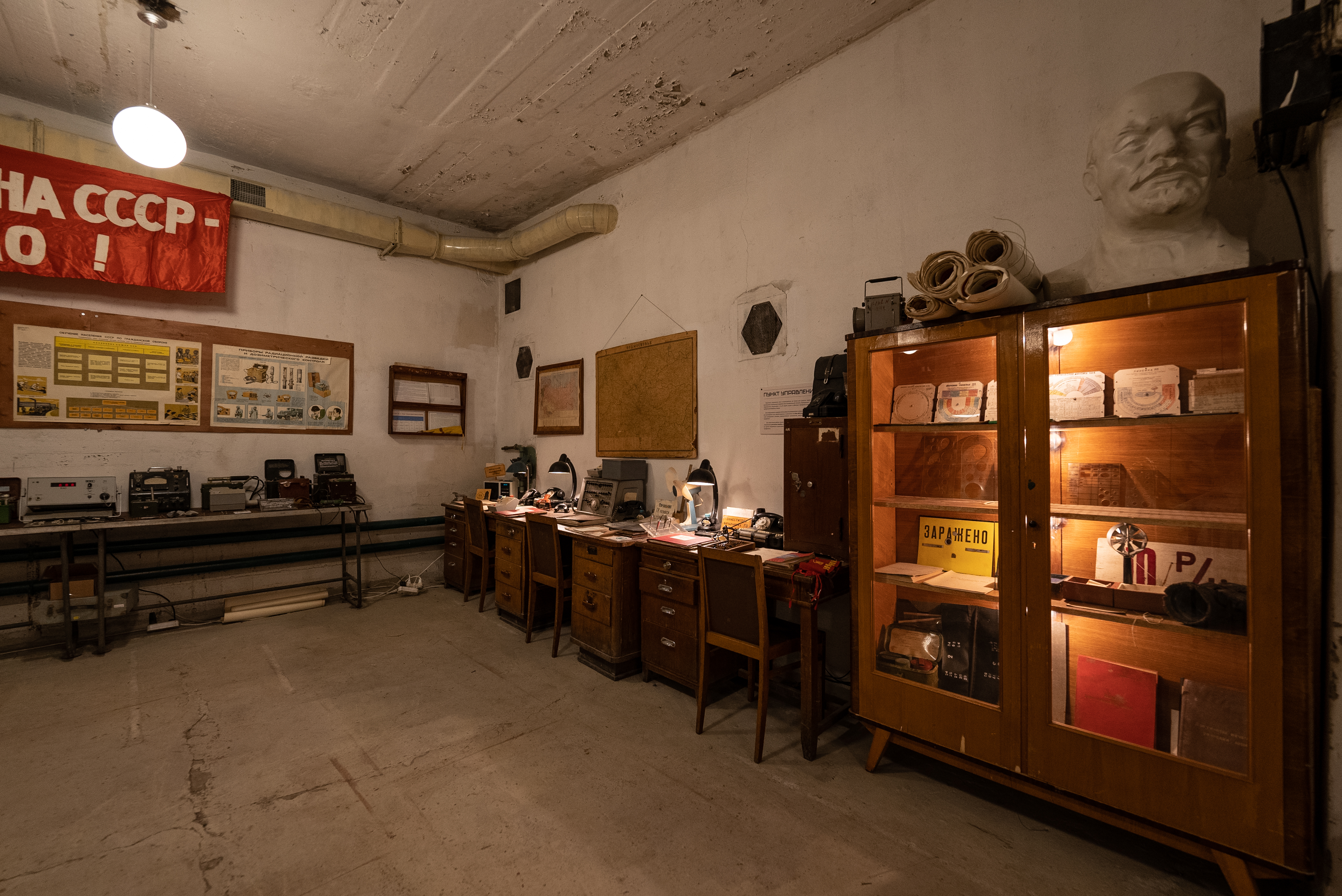
Подземный командный пункт убежища
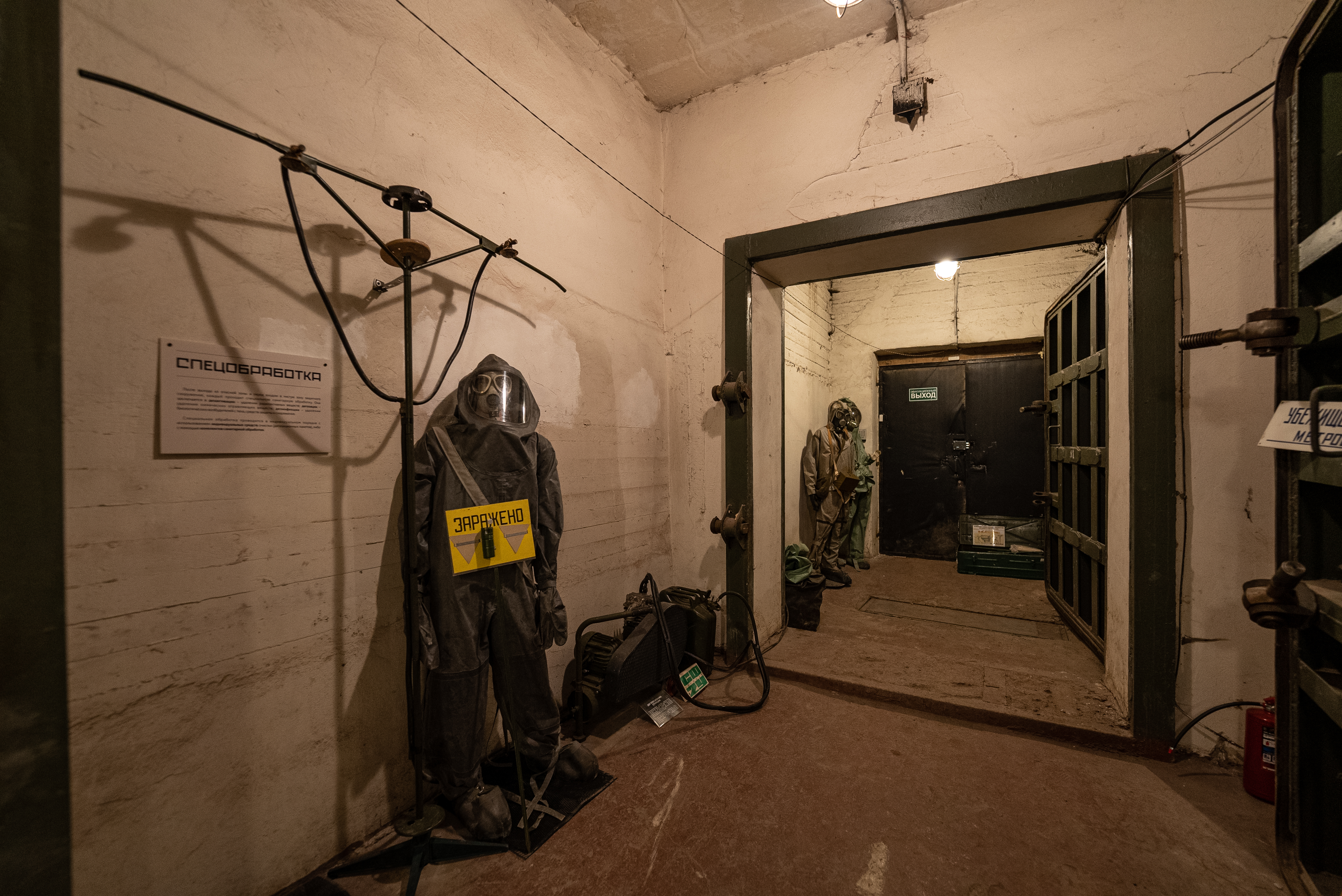
Дезактивационная установка на входе в музей

### Секретный бункер — узел правительственной связи
Зал с подлинным оборудованием с правительственных спецобъектов для связи и управления в военное время. В этом зале посетители могут ознакомиться с историей развития защищённой связи в СССР, сетью подземных защищённых узлов связи на случай войны, действующим специальным оборудованием телефонной и телеграфной связи, аппаратурой коммутации и уплотнения каналов связи..

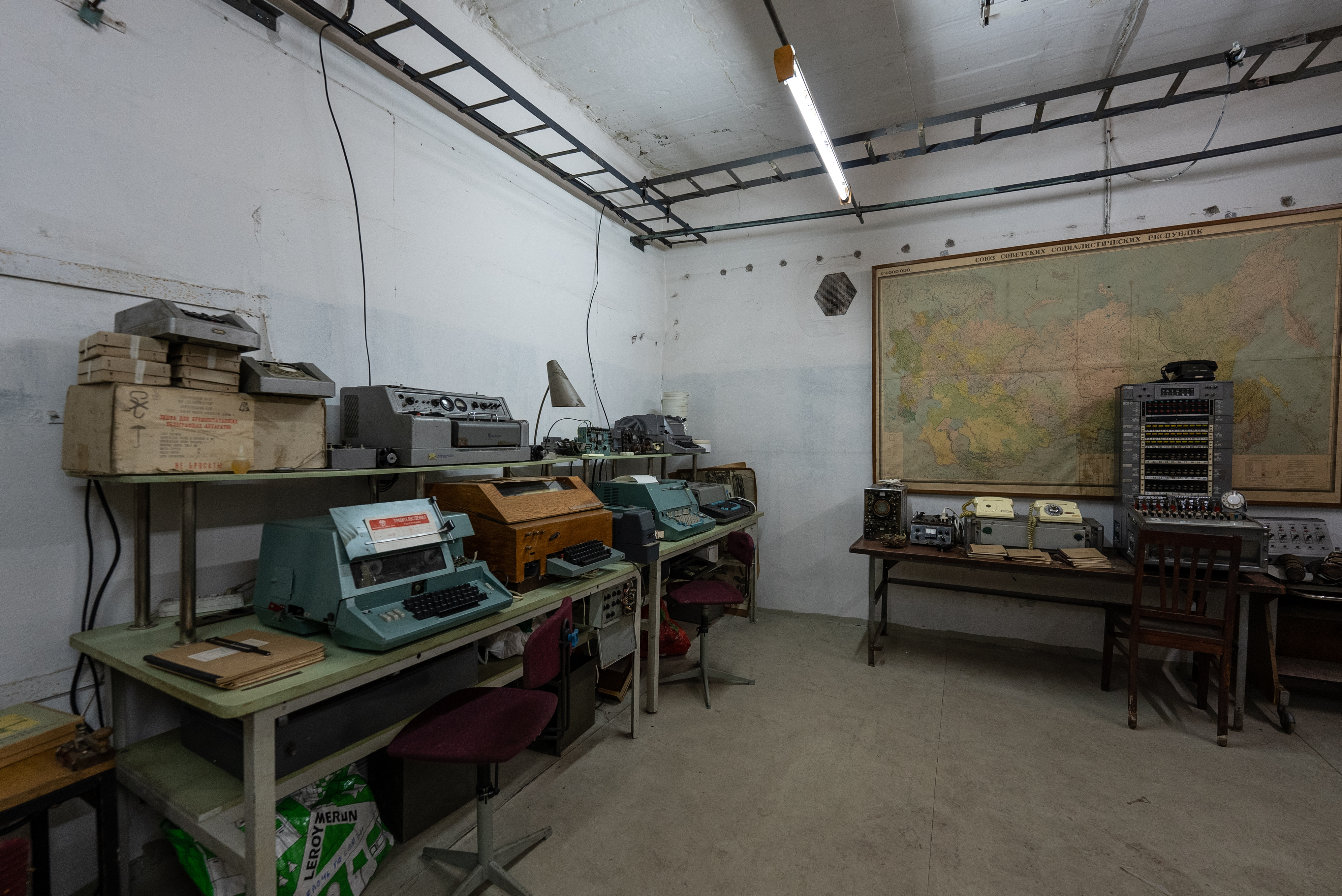
Защищённый узел связи музея